# Mancor de la Vall
Mancor de la Vall è un comune spagnolo di 1 199 abitanti situato nella comunità autonoma delle Baleari.